# Synapsis birmanicus
Synapsis birmanicus là một loài bọ cánh cứng trong họ Bọ hung (Scarabaeidae).